# Liste der Naturdenkmale in Delmenhorst
Die Liste der Naturdenkmale in Delmenhorst enthält die Naturdenkmale in der Stadt Delmenhorst in Niedersachsen.
Am 31. Dezember 2016 gab es in der Stadt Delmenhorst 15 Naturdenkmale im Zuständigkeitsbereich der Unteren Naturschutzbehörde.

## Naturdenkmale
| Bild            | Bezeichnung                                                          | Ort, Lage                                                                                               | Beschreibung                           | Schutzzweck                              | Nummer    |
| --------------- | -------------------------------------------------------------------- | --- | -------------------------------------- | ---------------------------------------- | --------- |
| BW              | 2 Persische Eichen (Quercus macranthera)                             | Delmenhorst Wollepark-See, Südufer (53° 3′ 21,4″ N, 8° 38′ 5,7″ O)                                      |                                        | Heimatkundliche Bedeutung und Seltenheit | ND-DEL 01 |
| BW              | 2 Sumpfzypressen (Taxodium distichum)                                | Delmenhorst Wollepark-See, Südufer (53° 3′ 23,3″ N, 8° 38′ 4,3″ O)                                      |                                        | Heimatkundliche Bedeutung und Seltenheit | ND-DEL 03 |
| Fotos hochladen | Findling an der Delme                                                | Delmenhorst Delmedeich, Wiekhorn, binnenseitig, rechts (53° 2′ 22,3″ N, 8° 37′ 25,3″ O)                 | Länge: 180–200 cm; Breite: 165 cm      | Heimatkundliche Bedeutung                | ND-DEL 04 |
| Fotos hochladen | Findling am Braklandsbusch                                           | Delmenhorst Braklandsbusch (53° 2′ 47,4″ N, 8° 35′ 18,9″ O)                                             | Länge: 165 cm; Breite: 165 cm          | Heimatkundliche Bedeutung                | ND-DEL 05 |
| BW              | 2 Stieleichen (Quercus robur)                                        | Delmenhorst Hasbergen Sandhausen („Barnsteineichen“) (53° 5′ 28″ N, 8° 38′ 35,6″ O)                     | Eichengruppe inmitten von Ackerflächen | Heimatkundliche Bedeutung und Schönheit  | ND-DEL 06 |
| Fotos hochladen | 1 Stieleiche (Quercus robur)                                         | Delmenhorst Hasbergen Neuendeeler Weg (53° 5′ 12,3″ N, 8° 39′ 8,3″ O)                                   |                                        | Schönheit                                | ND-DEL 07 |
| BW              | Rotbuchen-Allee (Fagus sylvatica)                                    | Delmenhorst Hasbergen Hauptzufahrt zum Gut Hemmelskamp (53° 4′ 59,3″ N, 8° 38′ 40,6″ O)                 |                                        | Heimatkundliche Bedeutung und Seltenheit | ND-DEL 08 |
| BW              | 2 Stieleichen (Quercus robur)                                        | Delmenhorst Hasbergen Gut Hemmelskamp, binnenseitig des Deiches (53° 4′ 57,6″ N, 8° 38′ 37,5″ O)        |                                        | Heimatkundliche Bedeutung und Seltenheit | ND-DEL 09 |
| Fotos hochladen | 1 Blutbuche (Fagus sylvatica ´Purpurea´)                             | Delmenhorst Wildeshauser Str. 119 (ev.-luth. Friedhof) (53° 2′ 51,6″ N, 8° 35′ 54,7″ O)                 |                                        | Heimatkundliche Bedeutung und Seltenheit | ND-DEL 10 |
| Fotos hochladen | 2 Blutbuchen (Fagus sylvatica ´Purpurea´)                            | Delmenhorst Oldenburger Str. 49 („Villa“) (53° 2′ 55,2″ N, 8° 36′ 52,7″ O)                              |                                        | Heimatkundliche Bedeutung und Seltenheit | ND-DEL 11 |
| BW              | 1 rosarändige Blutbuche (Fagus sylvatica ´Purpurea Roseo-Marginata´) | Delmenhorst Parkstr. 16 (53° 2′ 50,6″ N, 8° 37′ 50″ O)                                                  |                                        | Heimatkundliche Bedeutung und Seltenheit | ND-DEL 12 |
| BW              | 4 Stieleichen (Quercus robur)                                        | Delmenhorst Hasbergen Klein Emshoop, Hauptzufahrt. Zum Kleinen Emshoop 1 (53° 3′ 0,9″ N, 8° 42′ 2,5″ O) |                                        | Heimatkundliche Bedeutung und Schönheit  | ND-DEL 13 |
| BW              | Rotbuchen-Allee (Fagus sylvatica)                                    | Delmenhorst Syker Str. 369, Hauptzufahrt zum Gut Dauelsberg (53° 2′ 3,1″ N, 8° 40′ 55,9″ O)             |                                        | Heimatkundliche Bedeutung                | ND-DEL 14 |
| BW              | 9 Stieleichen (Quercus robur)                                        | Delmenhorst Hasport-See, südwestlich (53° 2′ 3,1″ N, 8° 40′ 55,9″ O)                                    |                                        | Schönheit                                | ND-DEL 15 |
| BW              | 1 Blutbuche (Fagus sylvatica ´Purpurea´)                             | Delmenhorst Blücherweg 2 (53° 1′ 44,8″ N, 8° 37′ 38,5″ O)                                               |                                        | Schönheit                                | ND-DEL 16 |